# Washington Irving

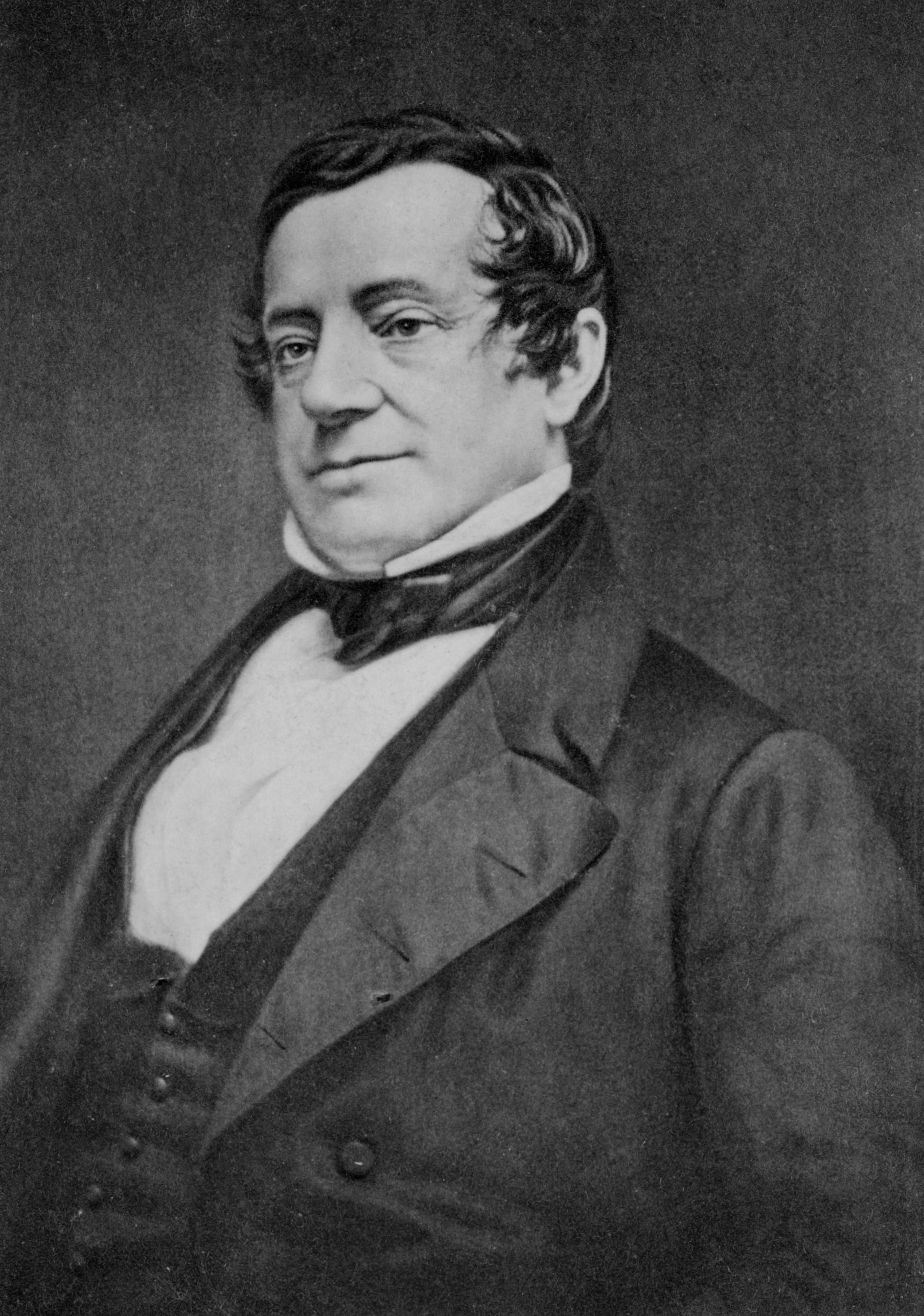
Washington Irving

Washington Irving, född 3 april 1783 i staden New York, död 28 november 1859 i Tarrytown, New York, var en amerikansk författare.

## Biografi
Irving studerade juridik men fick avbryta studierna på grund av sjukdom.
Under pseudonymen Diedrich Knickerbocker utgav han 1809 en parodisk hjältedikt, History of New York. 1815 reste han till England, där han bland annat utgav The Sketch Book of Geoffrey Crayon, Gent (1820), som innehöll berättelser såsom Rip Van Winkle och The Legend of Sleepy Hollow.
Irving stannade i Europa i sjutton år. 1826-1829 arbetade han för amerikanska ambassaden i Madrid. Under sin tid i Spanien reste han även runt mycket i landet och skrev flera berättelser om sina resor, bland annat besökte han den moriska borgen Alhambra i Andalusien, han skrev boken Tales of Alhambra om sina upplevelser av platsen. Boken blev en stor succé och gjorde borgen till ett populärt turistmål. 1832 återvände i triumf till New York, då han var den förste amerikanske författare som blivit berömd även i Europa. Han reste runt i södra och västra USA och skrev reseberättelser. 1842-1845 var Irving USA:s ambassadör i Spanien.

## Verk (utgivna på svenska)
- Drag af indianernes charakter (översättning Erik Sjöberg, Stockholm, 1827) (Traits of Indian character)
- New-York's historia från verldens begynnelse intill holländska väldets slut (översättning Johan Erik Rydqvist, Stockholm, 1827) (History of New York)
- Andebruden (anonym översättning, Uppsala, 1827)
- Bref från den hjeltemodige Mustapha Rub-a-dub Keli Khan, under dess fångenskap i New-York, till sina vänner i Tripolis (översättning Erik Sjöberg, Stockholm, 1827)
- Makan och det krossade hjertat (översättning Erik Sjöberg, Stockholm, 1827)
- Rip van Winkle (översättning Erik Sjöberg, Stockholm, 1827). Ny översättning av Elisabeth Carlson, Norstedt, 1905 (Rip van Winkle)
- Sagan om Sofdalen (översättning Erik Sjöberg, Stockholm, 1827) (The legend of Sleepy Hollow)
- Landtlifvet i England, och begrafningar på landsbygden (översättning Erik Sjöberg, Stockholm, 1827)
- Bracebridge Hall, eller En vår på landet i England (översättning Jacob Ekelund, Stockholm, 1828) (Bracebridge Hall, or The Humorists)
- En resandes berättelser (översättning Lars Arnell, Stockholm, 1829) (Tales of a traveller)
- Krönika öfver Granadas eröfring ur munken Antonio Agapidas handskrifter (översättning Lars Arnell, Åbo: Hjelt, 1830-1831) (A chronicle of the conquest of Granada 1829)
- Columbi följeslagare, deras resor och upptäckter (anonym översättning, Stockholm, 1832) (Voyages and discoveries of the companions of Columbus, 1831)
- Alhambra, eller Nya utkast (översättning Carl Netherwood, Hjerta, 1833) (The Alhambra 1832). Ny översättning av O. V. Ålund, Linnström, 1881, med titeln Alhambra
- Astoria, eller kolonien bortom klippbergen (anonym översättning, Hjerta, 1837)
- Christopher Columbus, dess lefnad och resor (översättning Gustaf Holmström, Stockholm, 1839). Ny, anonym översättning, Hellsten, 1862, med titeln Christopher Columbus, hans lefnad och resor; ny översättning Jakob Gunnarsson, Niloe, 1958, med titeln Columbus (The life and voyages of Christopher Columbus 1828)
- George Washingtons lefnad (anonym översättning, Stockholm, 1857-1859) (The life of George Washington)
- Ur skissboken (översättning Erik G. Folcker, Fahlcrantz, 1888) (The sketchbook of Geoffrey Crayon)
- Sagor från Alhambra (översättning Ebba Nordenadler, Svensk läraretidning, 1919) (Barnbiblioteket Saga, 69)
- Vildmarkens erövrare: blad ur de nordamerikanska pälsvarukompaniernas historia efter Washington Irvings "Astoria" (översättning Axel Ahlman, Geber, 1926)
- Ur Diedrich Knickerbockers papper (översättning och inledning av Jane Lundblad, Tiden, 1958) (The sketch book of Geoffrey Crayon; Tales of a Traveller)
- Litterärt liv: ur En resandes berättelser (ill. av Torsten Århem, översättning Oscar Setterblad, Gothia, 1958) (Tales of a traveller)
- Gammal jul i England (ill. Enar Bergström, anonym översättning, Gothia, 1962) (Christmas)
- Rip van Winkle (återberättad och ill. av John Howe, översättning Uno Palmström, Carlsen/if, 1989) (barnbok)
- Berättelser från Alhambra (översättning Ulla Ericson, Alhambra förlag, 2016) (Tales of the Alhambra)